# Khosro Heydari
Khosro Heydari, né le 14 septembre 1983 à Téhéran, est un footballeur iranien. Il joue au poste de défenseur dans l'équipe de l'Esteghlal depuis 2012 et dans l'équipe d'Iran où il a effectué, depuis 2009, 59 sélections.

## Palmarès
- Coupe d'Iran : 2018